# Astartea affinis
Astartea affinis är en myrtenväxtart som först beskrevs av Stephan Ladislaus Endlicher, och fick sitt nu gällande namn av Barbara Lynette Rye. Astartea affinis ingår i släktet Astartea och familjen myrtenväxter. Inga underarter finns listade i Catalogue of Life.